# Audovera
Audovera také Andoblide či Andouère (540? – 580) byla franská královna, první manželka nebo milenka Chilpericha I., franského krále Neustrie.
Liber Historiae Francorum, relativně pozdní pramen z roku 727 uvádí, že Audovera byla zmanipulovaná svou služebnou Fredegundou a následně Chilperichem zapuzena. Fredegunda využila nepřítomnosti krále Chilpericha, který byl na válečném tažení v Sasku, proti svému bratrovi Sigebertovi a zneužila naivitu královny Audovery tím, že ji při křtu nechala držet svou dceru Childesindu nad křtitelnicí. Audovera by tak byla obviněna z toho, že se stala kmotrou své vlastní dcery, což by jí v očích církve zakazovalo užívat manželskou loži, aby nebyla obviněna z incestu. Chilpericha po návratu o tomto incidentu Fredegunda informovala a ten z obavy, aby nebyl exkomunikován, Audoveru raději zapudil a poslal ji do kláštera v Le Mans.
Důvod zapuzení ale mohl být i jiný. Řehoř z Tours popisuje tuto situaci, která se odehrála kolem roku 568, trochu odlišně. Král Chilperich byl v roce 566 nucen zapudit všechny své manželky, aby se mohl oženit s vizigótskou princeznou Galswinthou. Po svatbě s ní ale znovu vypukl spor s Fredegundou, která se nechtěla vzdát svého výsadního postavení u krále. Galswintha si stěžovala na příkoří, které musí strpět od jeho milenky. Chtěla se vzdát svého věna, jen když se bude moci vrátit zpátky do vlasti. Rok po svatbě, v roce 567 byla nalezena na svém loži mrtvá. Chilperich se následně oženil s Fredegundou.
Patrně i Audovera byla obětí politiky Fredegundy, jejímž cílem byla eliminace první rodiny jejího manžela. Podle Řehoře z Tours byla bývalá královna Audovera zavražděna v roce 580 a dva z jejích synů, Chlodvík a Merovech, pronásledováni a usmrceni na rozkaz Fredegundy. Princezna Basina, byla znásilněna muži její nevlastní matky, aby byla odstraněna z královské posloupnosti a poté uvězněná v klášteře Sainte-Croix v Poitiers.

## Děti s Chilperichem I.
- Theudebert – poražen a zabit knížaty Godegiselem a Gontranem Bosonem v roce 575, když plenil Touraine, majetek jeho strýce Sigeberta I.
- Merovech – manžel Brunhildy, vdovy po svém strýci Sigibertovi I.; kvůli sňatku s ní se stal nepřítelem svého otce a zavražděn v roce 577.
- Chlodvík – zavražděn v roce 580 nevlastní matkou Fredegundou.
- Basina – jeptiška v klášteře Sainte-Croix v Poitiers. Podílela se na vzpouře jeptišek v Poitiers se svou sestřenicí Chrotildou, dcerou Chariberta I.
- Childesinda – její existence zůstává sporná, protože ji neuvádí Řehoř z Tours, ale pouze kronika Liber Historiae Francorum, o jeden a půl století později.